# Puchar Europy w hokeju na lodzie kobiet 2012/2013
9. edycja Pucharu Europy kobiet odbyła się na przełomie 2012 i 2013 roku.
Szesnaście drużyn, które wywalczyły tytuły mistrzowskie w swoich ligach krajowych zostało podzielonych na cztery grupy po cztery zespoły. Zwycięzcy grup awansują do drugiej rundy, w której rywalizować będą w dwóch grupach z czterema zespołami rozstawionymi. 
W grupie D uczestniczyła drużyna mistrza Polski, Polonii Bytom, która przegrała wszystkie spotkania i zajęła ostatnie miejsce w grupie.

## I runda

### Grupa A
| 5 października 2012 | HC Neuilly-sur-Marne | 12:5 | KHL Grič | Palaonda, Bolzano |

| Szczegóły      | Szczegóły | Szczegóły       | Szczegóły | Szczegóły                                       |
| -------------- | --------- | --------------- | --------- | ----------------------------------------------- |
| Godzina: 15:00 |           | (3:0, 4:2, 5:3) |           | Widzów: ? Sędzia główny: ? Sędziowie liniowi: ? |
| Godzina: 15:00 | ?         |                 | ?         | Widzów: ? Sędzia główny: ? Sędziowie liniowi: ? |

| 5 października 2012 | Valladolid Panteras | 1:9 | EV Bozen 84 | Palaonda, Bolzano |

| Szczegóły      | Szczegóły | Szczegóły       | Szczegóły | Szczegóły                                       |
| -------------- | --------- | --------------- | --------- | ----------------------------------------------- |
| Godzina: 20:00 |           | (1:4, 0:4, 0:1) |           | Widzów: ? Sędzia główny: ? Sędziowie liniowi: ? |
| Godzina: 20:00 | ?         |                 | ?         | Widzów: ? Sędzia główny: ? Sędziowie liniowi: ? |

| 6 października 2012 | HC Neuilly-sur-Marne | 10:1 | Valladolid Panteras | Palaonda, Bolzano |

| Szczegóły      | Szczegóły | Szczegóły       | Szczegóły | Szczegóły                                       |
| -------------- | --------- | --------------- | --------- | ----------------------------------------------- |
| Godzina: 15:00 |           | (1:0, 5:0, 4:1) |           | Widzów: ? Sędzia główny: ? Sędziowie liniowi: ? |
| Godzina: 15:00 | ?         |                 | ?         | Widzów: ? Sędzia główny: ? Sędziowie liniowi: ? |

| 6 października 2012 | EV Bozen 84 | 9:1 | KHL Grič | Palaonda, Bolzano |

| Szczegóły      | Szczegóły | Szczegóły       | Szczegóły | Szczegóły                                       |
| -------------- | --------- | --------------- | --------- | ----------------------------------------------- |
| Godzina: 20:00 |           | (2:0, 3:1, 4:0) |           | Widzów: ? Sędzia główny: ? Sędziowie liniowi: ? |
| Godzina: 20:00 | ?         |                 | ?         | Widzów: ? Sędzia główny: ? Sędziowie liniowi: ? |

| 7 października 2012 | KHL Grič | 4:3 pk | Valladolid Panteras | Palaonda, Bolzano |

| Szczegóły      | Szczegóły | Szczegóły                       | Szczegóły | Szczegóły                                       |
| -------------- | --------- | ------------------------------- | --------- | ----------------------------------------------- |
| Godzina: 14:00 |           | (1:1, 2:2, 0:0, d. 0:0, k. 1:0) |           | Widzów: ? Sędzia główny: ? Sędziowie liniowi: ? |
| Godzina: 14:00 | ?         |                                 | ?         | Widzów: ? Sędzia główny: ? Sędziowie liniowi: ? |

| 7 października 2012 | EV Bozen 84 | 4:2 | HC Neuilly-sur-Marne | Palaonda, Bolzano |

| Szczegóły      | Szczegóły | Szczegóły       | Szczegóły | Szczegóły                                       |
| -------------- | --------- | --------------- | --------- | ----------------------------------------------- |
| Godzina: 20:00 |           | (1:0, 2:1, 1:1) |           | Widzów: ? Sędzia główny: ? Sędziowie liniowi: ? |
| Godzina: 20:00 | ?         |                 | ?         | Widzów: ? Sędzia główny: ? Sędziowie liniowi: ? |

| Lp. | Zespół               | M | Pkt | W | WpD | PpD | P | G + | G - | +/- |
| --- | -------------------- | - | --- | - | --- | --- | - | --- | --- | --- |
| 1   | EV Bozen 84          | 3 | 9   | 3 | 0   | 0   | 0 | 22  | 4   | +18 |
| 2   | HC Neuilly-sur-Marne | 3 | 6   | 2 | 0   | 1   | 0 | 24  | 10  | +14 |
| 3   | KHL Grič             | 3 | 2   | 0 | 1   | 0   | 2 | 10  | 24  | -14 |
| 4   | Valladolid Panteras  | 3 | 0   | 0 | 0   | 2   | 1 | 5   | 23  | -18 |

Lp. = lokata, M = liczba rozegranych spotkań, W = Wygrane, WpD = Wygrane po dogrywce lub karnych, PpD = Porażki po dogrywce lub karnych, P = Porażki, G+ = Gole strzelone, G- = Gole stracone, Pkt = Liczba zdobytych punktów

### Grupa B
| 19 października 2012 | Aisulu Ałmaty | 12:0 | HSC Csíkszereda | Pałac sportowy, Molodečno |

| Szczegóły      | Szczegóły | Szczegóły       | Szczegóły | Szczegóły                                       |
| -------------- | --------- | --------------- | --------- | ----------------------------------------------- |
| Godzina: 15:30 |           | (7:0, 4:0, 1:0) |           | Widzów: ? Sędzia główny: ? Sędziowie liniowi: ? |
| Godzina: 15:30 | ?         |                 | ?         | Widzów: ? Sędzia główny: ? Sędziowie liniowi: ? |

| 19 października 2012 | Milenyum Paten SK | 0:25 | Pantera Mińsk | Pałac sportowy, Molodečno |

| Szczegóły      | Szczegóły | Szczegóły        | Szczegóły | Szczegóły                                       |
| -------------- | --------- | ---------------- | --------- | ----------------------------------------------- |
| Godzina: 19:00 |           | (0:13, 0:3, 0:9) |           | Widzów: ? Sędzia główny: ? Sędziowie liniowi: ? |
| Godzina: 19:00 | ?         |                  | ?         | Widzów: ? Sędzia główny: ? Sędziowie liniowi: ? |

| 20 października 2012 | Aisulu Ałmaty | 7:0 | Milenyum Paten SK | Pałac sportowy, Molodečno |

| Szczegóły      | Szczegóły | Szczegóły       | Szczegóły | Szczegóły                                       |
| -------------- | --------- | --------------- | --------- | ----------------------------------------------- |
| Godzina: 15:30 |           | (4:0, 1:0, 2:0) |           | Widzów: ? Sędzia główny: ? Sędziowie liniowi: ? |
| Godzina: 15:30 | ?         |                 | ?         | Widzów: ? Sędzia główny: ? Sędziowie liniowi: ? |

| 20 października 2012 | Pantera Mińsk | 22:0 | HSC Csíkszereda | Pałac sportowy, Molodečno |

| Szczegóły      | Szczegóły | Szczegóły        | Szczegóły | Szczegóły                                       |
| -------------- | --------- | ---------------- | --------- | ----------------------------------------------- |
| Godzina: 19:00 |           | (8:0, 10:0, 4:0) |           | Widzów: ? Sędzia główny: ? Sędziowie liniowi: ? |
| Godzina: 19:00 | ?         |                  | ?         | Widzów: ? Sędzia główny: ? Sędziowie liniowi: ? |

| 21 października 2012 | HSC Csíkszereda | 9:2 | Milenyum Paten SK | Pałac sportowy, Molodečno |

| Szczegóły      | Szczegóły | Szczegóły       | Szczegóły | Szczegóły                                       |
| -------------- | --------- | --------------- | --------- | ----------------------------------------------- |
| Godzina: 15:30 |           | (2:0, 2:2, 5:0) |           | Widzów: ? Sędzia główny: ? Sędziowie liniowi: ? |
| Godzina: 15:30 | ?         |                 | ?         | Widzów: ? Sędzia główny: ? Sędziowie liniowi: ? |

| 21 października 2012 | Pantera Mińsk | 1:6 | Aisulu Ałmaty | Pałac sportowy, Molodečno |

| Szczegóły      | Szczegóły | Szczegóły       | Szczegóły | Szczegóły                                       |
| -------------- | --------- | --------------- | --------- | ----------------------------------------------- |
| Godzina: 19:00 |           | (0:3, 1:2, 0:1) |           | Widzów: ? Sędzia główny: ? Sędziowie liniowi: ? |
| Godzina: 19:00 | ?         |                 | ?         | Widzów: ? Sędzia główny: ? Sędziowie liniowi: ? |

| Lp. | Zespół            | M | Pkt | W | WpD | PpD | P | G + | G - | +/- |
| --- | ----------------- | - | --- | - | --- | --- | - | --- | --- | --- |
| 1   | Aisulu Ałmaty     | 3 | 9   | 3 | 0   | 0   | 0 | 25  | 1   | +24 |
| 2   | Pantera Mińsk     | 3 | 6   | 2 | 0   | 0   | 1 | 48  | 6   | +42 |
| 3   | HSC Csíkszereda   | 3 | 3   | 1 | 0   | 0   | 2 | 9   | 36  | -27 |
| 4   | Milenyum Paten SK | 3 | 0   | 0 | 0   | 0   | 3 | 2   | 41  | -39 |

Lp. = lokata, M = liczba rozegranych spotkań, W = Wygrane, WpD = Wygrane po dogrywce lub karnych, PpD = Porażki po dogrywce lub karnych, P = Porażki, G+ = Gole strzelone, G- = Gole stracone, Pkt = Liczba zdobytych punktów

### Grupa C
| 20 października 2012 | Hvidovre IK | 0:6 | MODO Hockey | Fjällräven Center, Örnsköldsvik |

| Szczegóły      | Szczegóły | Szczegóły       | Szczegóły | Szczegóły                                       |
| -------------- | --------- | --------------- | --------- | ----------------------------------------------- |
| Godzina: 14:00 |           | (0:1, 0:3, 0:2) |           | Widzów: ? Sędzia główny: ? Sędziowie liniowi: ? |
| Godzina: 14:00 | ?         |                 | ?         | Widzów: ? Sędzia główny: ? Sędziowie liniowi: ? |

| 20 października 2012 | Vålerenga Ishockey | 4:2 | SHK Laima | Fjällräven Center, Örnsköldsvik |

| Szczegóły      | Szczegóły | Szczegóły       | Szczegóły | Szczegóły                                       |
| -------------- | --------- | --------------- | --------- | ----------------------------------------------- |
| Godzina: 18:00 |           | (0:2, 1:0, 3:0) |           | Widzów: ? Sędzia główny: ? Sędziowie liniowi: ? |
| Godzina: 18:00 | ?         |                 | ?         | Widzów: ? Sędzia główny: ? Sędziowie liniowi: ? |

| 21 października 2012 | SHK Laima | 1:3 | Hvidovre IK | Fjällräven Center, Örnsköldsvik |

| Szczegóły      | Szczegóły | Szczegóły       | Szczegóły | Szczegóły                                       |
| -------------- | --------- | --------------- | --------- | ----------------------------------------------- |
| Godzina: 14:00 |           | (1:0, 0:0, 0:3) |           | Widzów: ? Sędzia główny: ? Sędziowie liniowi: ? |
| Godzina: 14:00 | ?         |                 | ?         | Widzów: ? Sędzia główny: ? Sędziowie liniowi: ? |

| 21 października 2012 | MODO Hockey | 6:0 | Vålerenga Ishockey | Fjällräven Center, Örnsköldsvik |

| Szczegóły      | Szczegóły | Szczegóły       | Szczegóły | Szczegóły                                       |
| -------------- | --------- | --------------- | --------- | ----------------------------------------------- |
| Godzina: 18:00 |           | (2:0, 3:0, 1:0) |           | Widzów: ? Sędzia główny: ? Sędziowie liniowi: ? |
| Godzina: 18:00 | ?         |                 | ?         | Widzów: ? Sędzia główny: ? Sędziowie liniowi: ? |

| 22 października 2012 | Vålerenga Ishockey | 2:3 | Hvidovre IK | Fjällräven Center, Örnsköldsvik |

| Szczegóły      | Szczegóły | Szczegóły       | Szczegóły | Szczegóły                                       |
| -------------- | --------- | --------------- | --------- | ----------------------------------------------- |
| Godzina: 11:00 |           | (1:0, 1:2, 0:1) |           | Widzów: ? Sędzia główny: ? Sędziowie liniowi: ? |
| Godzina: 11:00 | ?         |                 | ?         | Widzów: ? Sędzia główny: ? Sędziowie liniowi: ? |

| 22 października 2012 | MODO Hockey | 8:0 | SHK Laima | Fjällräven Center, Örnsköldsvik |

| Szczegóły      | Szczegóły | Szczegóły       | Szczegóły | Szczegóły                                       |
| -------------- | --------- | --------------- | --------- | ----------------------------------------------- |
| Godzina: 18:00 |           | (2:0, 3:0, 3:0) |           | Widzów: ? Sędzia główny: ? Sędziowie liniowi: ? |
| Godzina: 18:00 | ?         |                 | ?         | Widzów: ? Sędzia główny: ? Sędziowie liniowi: ? |

| Lp. | Zespół             | M | Pkt | W | WpD | PpD | P | G + | G - | +/- |
| --- | ------------------ | - | --- | - | --- | --- | - | --- | --- | --- |
| 1   | MODO Hockey        | 3 | 9   | 3 | 0   | 0   | 0 | 20  | 0   | +20 |
| 2   | Hvidovre IK        | 3 | 6   | 2 | 0   | 0   | 1 | 6   | 9   | -3  |
| 3   | Vålerenga Ishockey | 3 | 3   | 1 | 0   | 0   | 2 | 6   | 11  | -5  |
| 4   | SHK Laima          | 3 | 0   | 0 | 0   | 0   | 3 | 3   | 15  | -12 |

Lp. = lokata, M = liczba rozegranych spotkań, W = Wygrane, WpD = Wygrane po dogrywce lub karnych, PpD = Porażki po dogrywce lub karnych, P = Porażki, G+ = Gole strzelone, G- = Gole stracone, Pkt = Liczba zdobytych punktów

### Grupa D
| 19 października 2012 | HC Slavia Praga | 11:4 | TMH Polonia Bytom | Albert Schultz Eishalle, Wiedeń |

| Szczegóły      | Szczegóły | Szczegóły       | Szczegóły | Szczegóły                                       |
| -------------- | --------- | --------------- | --------- | ----------------------------------------------- |
| Godzina: 15:00 |           | (1:0, 5:1, 5:3) |           | Widzów: ? Sędzia główny: ? Sędziowie liniowi: ? |
| Godzina: 15:00 | ?         |                 | ?         | Widzów: ? Sędzia główny: ? Sędziowie liniowi: ? |

| 19 października 2012 | EHV Sabres Vienne | 16:1 | HK SKP Poprad | Albert Schultz Eishalle, Wiedeń |

| Szczegóły      | Szczegóły | Szczegóły       | Szczegóły | Szczegóły                                       |
| -------------- | --------- | --------------- | --------- | ----------------------------------------------- |
| Godzina: 18:00 |           | (6:0, 6:1, 4:0) |           | Widzów: ? Sędzia główny: ? Sędziowie liniowi: ? |
| Godzina: 18:00 | ?         |                 | ?         | Widzów: ? Sędzia główny: ? Sędziowie liniowi: ? |

| 20 października 2012 | HK SKP Poprad | 4:1 | TMH Polonia Bytom | Albert Schultz Eishalle, Wiedeń |

| Szczegóły      | Szczegóły | Szczegóły       | Szczegóły | Szczegóły                                       |
| -------------- | --------- | --------------- | --------- | ----------------------------------------------- |
| Godzina: 15:00 |           | (2:1, 1:0, 1:0) |           | Widzów: ? Sędzia główny: ? Sędziowie liniowi: ? |
| Godzina: 15:00 | ?         |                 | ?         | Widzów: ? Sędzia główny: ? Sędziowie liniowi: ? |

| 20 października 2012 | EHV Sabres Vienne | 0:2 | HC Slavia Praga | Albert Schultz Eishalle, Wiedeń |

| Szczegóły      | Szczegóły | Szczegóły       | Szczegóły | Szczegóły                                       |
| -------------- | --------- | --------------- | --------- | ----------------------------------------------- |
| Godzina: 18:00 |           | (0:1, 0:0, 0:1) |           | Widzów: ? Sędzia główny: ? Sędziowie liniowi: ? |
| Godzina: 18:00 | ?         |                 | ?         | Widzów: ? Sędzia główny: ? Sędziowie liniowi: ? |

| 21 października 2012 | TMH Polonia Bytom | 0:15 | EHV Sabres Vienne | Albert Schultz Eishalle, Wiedeń |

| Szczegóły      | Szczegóły | Szczegóły       | Szczegóły | Szczegóły                                       |
| -------------- | --------- | --------------- | --------- | ----------------------------------------------- |
| Godzina: 15:00 |           | (0:6, 0:3, 0:6) |           | Widzów: ? Sędzia główny: ? Sędziowie liniowi: ? |
| Godzina: 15:00 | ?         |                 | ?         | Widzów: ? Sędzia główny: ? Sędziowie liniowi: ? |

| 21 października 2012 | HC Slavia Praga | 4:0 | HK SKP Poprad | Albert Schultz Eishalle, Wiedeń |

| Szczegóły      | Szczegóły | Szczegóły       | Szczegóły | Szczegóły                                       |
| -------------- | --------- | --------------- | --------- | ----------------------------------------------- |
| Godzina: 18:00 |           | (2:0, 0:0, 2:0) |           | Widzów: ? Sędzia główny: ? Sędziowie liniowi: ? |
| Godzina: 18:00 | ?         |                 | ?         | Widzów: ? Sędzia główny: ? Sędziowie liniowi: ? |

| Lp. | Zespół            | M | Pkt | W | WpD | PpD | P | G + | G - | +/- |
| --- | ----------------- | - | --- | - | --- | --- | - | --- | --- | --- |
| 1   | HC Slavia Praga   | 3 | 9   | 3 | 0   | 0   | 0 | 17  | 4   | +13 |
| 2   | EHV Sabres Vienne | 3 | 6   | 2 | 0   | 0   | 1 | 31  | 3   | +28 |
| 3   | HK SKP Poprad     | 3 | 3   | 1 | 0   | 0   | 2 | 5   | 21  | -16 |
| 4   | TMH Polonia Bytom | 3 | 0   | 0 | 0   | 0   | 3 | 5   | 30  | -25 |

Lp. = lokata, M = liczba rozegranych spotkań, W = Wygrane, WpD = Wygrane po dogrywce lub karnych, PpD = Porażki po dogrywce lub karnych, P = Porażki, G+ = Gole strzelone, G- = Gole stracone, Pkt = Liczba zdobytych punktów

## II runda

### Grupa E
| 7 grudnia 2012 | EV Bozen 84 | 0:10 | MODO Hockey | Messestadion, Dornbirn |

| Szczegóły      | Szczegóły | Szczegóły       | Szczegóły | Szczegóły |
| -------------- | --------- | --------------- | --------- | --------- |
| Godzina: 12:00 |           | (0:3, 0:3, 0:4) |           |           |

| 7 grudnia 2012 | ZSC Lions | 4:1 | ESC Planegg | Messestadion, Dornbirn |

| Szczegóły      | Szczegóły | Szczegóły       | Szczegóły | Szczegóły |
| -------------- | --------- | --------------- | --------- | --------- |
| Godzina: 15:30 |           | (0:0, 3:1, 1:0) |           |           |

| 8 grudnia 2012 | ESC Planegg | 12:1 | EV Bozen 84 | Messestadion, Dornbirn |

| Szczegóły      | Szczegóły | Szczegóły       | Szczegóły | Szczegóły |
| -------------- | --------- | --------------- | --------- | --------- |
| Godzina: 12:00 |           | (6:1, 5:0, 1:0) |           |           |

| 8 grudnia 2012 |  |  |  | Messestadion, Dornbirn |

| 9 grudnia 2012 |  |  |  | Messestadion, Dornbirn |

| 9 grudnia 2012 | ZSC Lions | 8:0 | EV Bozen 84 | Messestadion, Dornbirn |

| Szczegóły      | Szczegóły | Szczegóły       | Szczegóły | Szczegóły |
| -------------- | --------- | --------------- | --------- | --------- |
| Godzina: 15:30 |           | (5:0, 3:0, 0:0) |           |           |

| Lp. | Zespół      | M | Pkt | W | WpD | PpD | P | G + | G - | +/- |
| --- | ----------- | - | --- | - | --- | --- | - | --- | --- | --- |
| 1   | MODO Hockey | 3 | 9   | 3 | 0   | 0   | 0 | 21  | 5   | +16 |
| 2   | ZSC Lions   | 3 | 6   | 2 | 0   | 0   | 1 | 14  | 4   | +10 |
| 3   | ESC Planegg | 3 | 3   | 1 | 0   | 0   | 2 | 16  | 13  | +3  |
| 4   | EV Bozen 84 | 3 | 0   | 0 | 0   | 0   | 3 | 1   | 30  | -29 |

Lp. = lokata, M = liczba rozegranych spotkań, W = Wygrane, WpD = Wygrane po dogrywce lub karnych, PpD = Porażki po dogrywce lub karnych, P = Porażki, G+ = Gole strzelone, G- = Gole stracone, Pkt = Liczba zdobytych punktów

### Grupa F
| 7 grudnia 2012 | HK Tornado | 6:1 | Aisulu Ałmaty | Oulun Energia Areena, Oulu |

|  |  | (2:0, 2:0, 2:1) |

| 7 grudnia 2012 | Oulun Kärpät | 3:0 | HC Slavia Praga | Oulun Energia Areena, Oulu |

|  |  | (3:0, 0:0, 0:0) |

| 8 grudnia 2012 | Aisulu Ałmaty | 2:0 | HC Slavia Praga | Oulun Energia Areena, Oulu |

|  |  | (0:0, 1:0, 1:0) |

| 8 grudnia 2012 | Oulun Kärpät | 1:4 | HK Tornado | Oulun Energia Areena, Oulu |

|  |  | (0:1, 0:1, 1:2) |

| 9 grudnia 2012 | HK Tornado | 7:2 | HC Slavia Praga | Oulun Energia Areena, Oulu |

|  |  | (1:0, 3:1, 3:1) |

| 9 grudnia 2012 | Aisulu Ałmaty | 3:4 | Oulun Kärpät | Oulun Energia Areena, Oulu |

|  |  | (1:1, 1:1, 1:2) |

| Lp. | Zespół          | M | Pkt | W | WpD | PpD | P | G + | G - | +/- |
| --- | --------------- | - | --- | - | --- | --- | - | --- | --- | --- |
| 1   | HK Tornado      | 3 | 9   | 3 | 0   | 0   | 0 | 17  | 4   | +13 |
| 2   | Oulun Kärpät    | 3 | 6   | 2 | 0   | 0   | 1 | 8   | 7   | +1  |
| 3   | Aisulu Ałmaty   | 3 | 3   | 1 | 0   | 0   | 2 | 6   | 10  | -4  |
| 4   | HC Slavia Praga | 3 | 0   | 0 | 0   | 0   | 3 | 2   | 12  | -10 |

Lp. = lokata, M = liczba rozegranych spotkań, W = Wygrane, WpD = Wygrane po dogrywce lub karnych, PpD = Porażki po dogrywce lub karnych, P = Porażki, G+ = Gole strzelone, G- = Gole stracone, Pkt = Liczba zdobytych punktów

## Superfinał - grupa G
Superfinał został rozegrany w dniach 22-24 lutego 2013 w Oulu w Finlandii.
| 22 lutego 2013 | HK Tornado | 3:2 pd. | ZSC Lions | Oulun Energia Areena, Oulu |

| Szczegóły      | Szczegóły                                                             | Szczegóły            | Szczegóły                                | Szczegóły                                 |
| -------------- | --------------------------------------------------------------------- | -------------------- | ---------------------------------------- | ----------------------------------------- |
| Godzina: 14:00 | J. Smolentsewa (EQ) 16:40 S. Kołmykowa (EQ) 21:57 G. Skiba (EQ) 60:45 | (1:0, 1:0, 0:2, 1:0) | 51:24 (PP) S. Benz 55:09 (EQ) L. Stalder | Widzów: 148 Sędzia główny: Kendall Hanley |
| Godzina: 14:00 | 26 min.                                                               |                      | 12 min.                                  | Widzów: 148 Sędzia główny: Kendall Hanley |

| 22 lutego 2013 | Oulun Kärpät | 2:5 | MODO Hockey | Oulun Energia Areena, Oulu |

| Szczegóły      | Szczegóły | Szczegóły       | Szczegóły | Szczegóły |
| -------------- | --------- | --------------- | --------- | --------- |
| Godzina: 18:30 |           | (0:2, 0:2, 2:1) |           |           |

| 23 lutego 2013 | HK Tornado | 5:0 | MODO Hockey | Oulun Energia Areena, Oulu |

| Szczegóły      | Szczegóły | Szczegóły       | Szczegóły | Szczegóły |
| -------------- | --------- | --------------- | --------- | --------- |
| Godzina: 14:00 |           | (1:0, 2:0, 2:0) |           |           |

| 23 lutego 2013 | ZSC Lions | 2:3 | Oulun Kärpät | Oulun Energia Areena, Oulu |

| Szczegóły      | Szczegóły | Szczegóły       | Szczegóły | Szczegóły |
| -------------- | --------- | --------------- | --------- | --------- |
| Godzina: 17:30 |           | (0:0, 1:1, 1:2) |           |           |

| 24 lutego 2013 | MODO Hockey | 3:1 | ZSC Lions | Oulun Energia Areena, Oulu |

| Szczegóły      | Szczegóły | Szczegóły       | Szczegóły | Szczegóły |
| -------------- | --------- | --------------- | --------- | --------- |
| Godzina: 12:00 |           | (1:0, 1:0, 1:1) |           |           |

| 24 lutego 2013 | Oulun Kärpät | 2:5 | HK Tornado | Oulun Energia Areena, Oulu |

| Szczegóły      | Szczegóły                                     | Szczegóły       | Szczegóły | Szczegóły                                  |
| -------------- | --------------------------------------------- | --------------- | --- | ------------------------------------------ |
| Godzina: 15:30 | N. Tikkinen (EQ) 33:47 N. Tikkinen (PP) 51:23 | (0:1, 1:3, 1:1) | 10:07 (PP) M. Sergina 32:20 (PP) J. Kapustová 32:49 (PP) I. Djubanok 34:35 (EQ) J. Smolentsewa 59:20 (EN) G. Skiba | Widzów: 1045 Sędzia główny: Kendall Hanley |
| Godzina: 15:30 | 22 min.                                       |                 | 28 min. | Widzów: 1045 Sędzia główny: Kendall Hanley |

| Lp. | Zespół       | M | Pkt | W | WpD | PpD | P | G + | G - | +/- |
| --- | ------------ | - | --- | - | --- | --- | - | --- | --- | --- |
| 1   | HK Tornado   | 3 | 8   | 2 | 1   | 0   | 0 | 13  | 4   | +9  |
| 2   | MODO Hockey  | 3 | 6   | 2 | 0   | 0   | 1 | 8   | 8   | 0   |
| 3   | Oulun Kärpät | 3 | 3   | 1 | 0   | 0   | 2 | 7   | 12  | -5  |
| 4   | ZSC Lions    | 3 | 1   | 0 | 1   | 0   | 2 | 5   | 9   | -4  |

Nagrody
W turnieju finałowym przyznano nagrody indywidualne:
- Najlepszy bramkarz turnieju:  Zuzana Tomčíková (Tornado)
- Najlepszy obrońca turnieju:  Malin Sjögren (MODO)
- Najlepszy napastnik turnieju:  Anne Helin (Kärpät)